# Grant Hill (rugby à XV)
Pour les articles homonymes, voir Grant Hill et Hill.
Pas d'image ? Cliquez ici

a Compétitions nationales et continentales officielles uniquement.

Dernière mise à jour le 26 août 2011.
Grant Colin Hill, né le 13 septembre 1976 à Hastings, est un joueur de rugby à XV néo-zélandais qui évolue au poste de talonneur ou de pilier. Arrivé en France à l'âge de 24 ans, il est passé par de nombreux clubs et a joué plusieurs saisons dans le Top 14.

## Biographie
Né à Hastings, Grant Hill découvre le rugby à l'âge de 5 ans. Il fait ses études à l'université d'Auckland et fait ses débuts en National Provincial Championship avec l'équipe d'Auckland. Puis il part en France en 2000 à l'âge de 24 ans pour jouer dans le club de Saint-Jean-Pied-de-Port, l'US Garazi. En 2001, il signe au FC Auch pour jouer en Pro D2. Il reste au club jusqu'en 2004 bien qu'il soit retourné en Nouvelle-Zélande à la fin de la première saison faute de prolongation de contrat avant d'être finalement rappelé par le club gersois quelques mois plus tard. À la fin de la saison 2003-2004 le FC Auch est promu en Top 14 mais Hill part pour jouer deux saisons au FC Grenoble présent dans le Top 14 depuis trois saisons. Hill découvre alors le haut niveau ainsi que le challenge européen. Grenoble est éliminé en quart de finale de la compétition européenne contre le Connacht puis est relégué en Pro D2 en fin d'exercice. Hill rompt alors son contrat de deux ans et s'engage avec l'Aviron bayonnais pour continuer à jouer dans le Top 14. Il reste deux saisons à Bayonne et, en 2007, il s'engage avec le FC Lourdes qui joue en Fédérale 1. Grant reste deux ans à Lourdes jusqu'en 2009 lorsqu'il part pour le Rugby Nice Côte d'Azur. Le club niçois a pour objectif la montée en Pro D2 mais il échoue de peu en huitième de finale du Trophée Jean Prat face à Saint-Étienne. Nice perd la rencontre dans les dernières minutes lorsque Alexandre Péclier marque un drop à la 87e pour donner la victoire 19-18 sur le fil au CASE. Hill et Nice restent donc en Fédérale 1 pour la saison 2010-2011.

## Palmarès

### Avec le FC Auch
- Championnat de France de Pro D2 :
  - Champion (1) : 2004